# Weltmeisterschaften der Rhythmischen Sportgymnastik 1991
Die 15. Weltmeisterschaften der Rhythmischen Sportgymnastik fanden 1991 in Athen, Griechenland statt.

## Ergebnisse

### Einzel-Mehrkampf
| Rang | Nation      | Athletin               |
| ---- | ----------- | ---------------------- |
| 1    | Sowjetunion | Oksana Skaldina        |
| 2    | Sowjetunion | Oleksandra Tymoschenko |
| 3    | Bulgarien   | Mila Marinowa          |

### Mehrkampf-Mannschaft
| Rang | Nation      | Athletin                                              |
| ---- | ----------- | ----------------------------------------------------- |
| 1    | Sowjetunion | Oleksandra Tymoschenko Oksana Skaldina Oksana Kostina |
| 2    | Bulgarien   | Mila Marinowa Kristina Schikerowa Maria Petrowa       |
| 3    | Spanien     | Monica Ferrandez Carolina Pascual Carmen Acedo        |

### Gruppe-Mehrkampf
| Rang | Nation      | Athletin |
| ---- | ----------- | -------- |
| 1    | Spanien     |          |
| 2    | Sowjetunion |          |
| 3    | Nordkorea   |          |

### Gruppe-Mehrkampf mit einem Gerät
| Rang | Nation      | Athletin |
| ---- | ----------- | -------- |
| 1    | Sowjetunion |          |
| 2    | Bulgarien   |          |
| 2    | Spanien     |          |

### Gruppe-Mehrkampf mit zwei Geräten
| Rang | Nation      | Athletin |
| ---- | ----------- | -------- |
| 1    | Sowjetunion |          |
| 2    | Spanien     |          |
| 3    | Nordkorea   |          |

### Ball
| Rang | Nation      | Athletin               |
| ---- | ----------- | ---------------------- |
| 1    | Sowjetunion | Oleksandra Tymoschenko |
| 2    | Sowjetunion | Oksana Skaldina        |
| 3    | Bulgarien   | Mila Marinowa          |

### Keulen
| Rang | Nation      | Athletin               |
| ---- | ----------- | ---------------------- |
| 1    | Sowjetunion | Oleksandra Tymoschenko |
| 2    | Bulgarien   | Mila Marinowa          |
| 3    | Italien     | Samantha Ferrari       |

### Reifen
| Rang | Nation      | Athletin               |
| ---- | ----------- | ---------------------- |
| 1    | Sowjetunion | Oleksandra Tymoschenko |
| 2    | Bulgarien   | Mila Marinowa          |
| 3    | Sowjetunion | Oksana Skaldina        |

### Seil
| Rang | Nation      | Athletin               |
| ---- | ----------- | ---------------------- |
| 1    | Sowjetunion | Oleksandra Tymoschenko |
| 2    | Bulgarien   | Kristina Schikerowa    |
| 3    | Sowjetunion | Oksana Skaldina        |

### Medaillenspiegel
| Rang | Nation      | Gold | Silber | Bronze | Gesamt |
| ---- | ----------- | ---- | ------ | ------ | ------ |
| 1    | Sowjetunion | 8    | 3      | 2      | 13     |
| 2    | Spanien     | 1    | 1      | 2      | 4      |
| 3    | Bulgarien   | -    | 5      | 2      | 7      |
| 4    | Nordkorea   | -    | -      | 2      | 2      |
| 5    | Italien     | -    | -      | 1      | 2      |